# Hyposmocoma ochreociliata
Hyposmocoma ochreociliata — вид моли эндемичного гавайского рода Hyposmocoma.

## Распространение
Встречается на острове Гавайи в районе Килауэа.